# Mío (canción de Myriam Hernández)
«Mío» es una canción interpretada por la cantautora chilena Myriam Hernández, incluida en su segundo álbum de estudio, Myriam Hernández II, lanzada en 1990 bajo el sello discográfico EMI. En 2004, Hernández presentó una nueva versión de «Mío» en su álbum recopilatorio Huellas, en colaboración con el grupo argentino Los Nocheros.

## Antecedentes
«Mío» fue grabada en 1990 como parte del segundo álbum de estudio de Myriam Hernández, Myriam Hernández II. La canción fue escrita por Gogo Muñoz y Juan Carlos Duque, y producida por Humberto Gatica. Musicalmente, «Mío» pertenece al género de balada romántica con influencias de pop latino y elementos de soul. El tema tiene un tempo suave, con 69 pulsaciones por minuto, y está escrito en la tonalidad de La mayor —A major—, con un compás de 4/4.

### Viña del Mar
En febrero de 2025, durante su presentación en el Festival Internacional de la Canción de Viña del Mar, Myriam Hernández interpretó la canción «Mío» como parte de su repertorio. El tema fue recibido con entusiasmo por el público, que coreó la letra desde las tribunas de la Quinta Vergara. La actuación formó parte de su regreso al certamen después de más de dos décadas, ya que su última presentación en el evento había sido en el año 2002. En la ocasión, también interpretó otros éxitos de su carrera, como «El hombre que yo amo» y «Huele a peligro».

## Posicionamiento en listas
| Lista        | Mejor posición |
| ------------ | -------------- |
| Panamá (UPI) | 8              |